# Consejo Mundial de Lucha Libre
Consejo Mundial de Lucha Libre (CMLL) (tidigare Empresa Mexicana de la Lucha Libre (EMLL))  är ett lucha libre-förbund i Mexiko grundat 1933. Man bedriver verksamhet i Mexico City, Puebla och Guadalajara i fyra olika arenor. Arena México, huvudarenan, ser tre shower varje vecka, tisdagar, fredagar och söndagar. Lördagar har man shower i Arena Coliseo, i Tepito, Mexico City. Tisdagar och söndagar har man shower i Arena Coliseo Guadalajara, och måndagar i Arena Puebla, Puebla.

## Bildgalleri

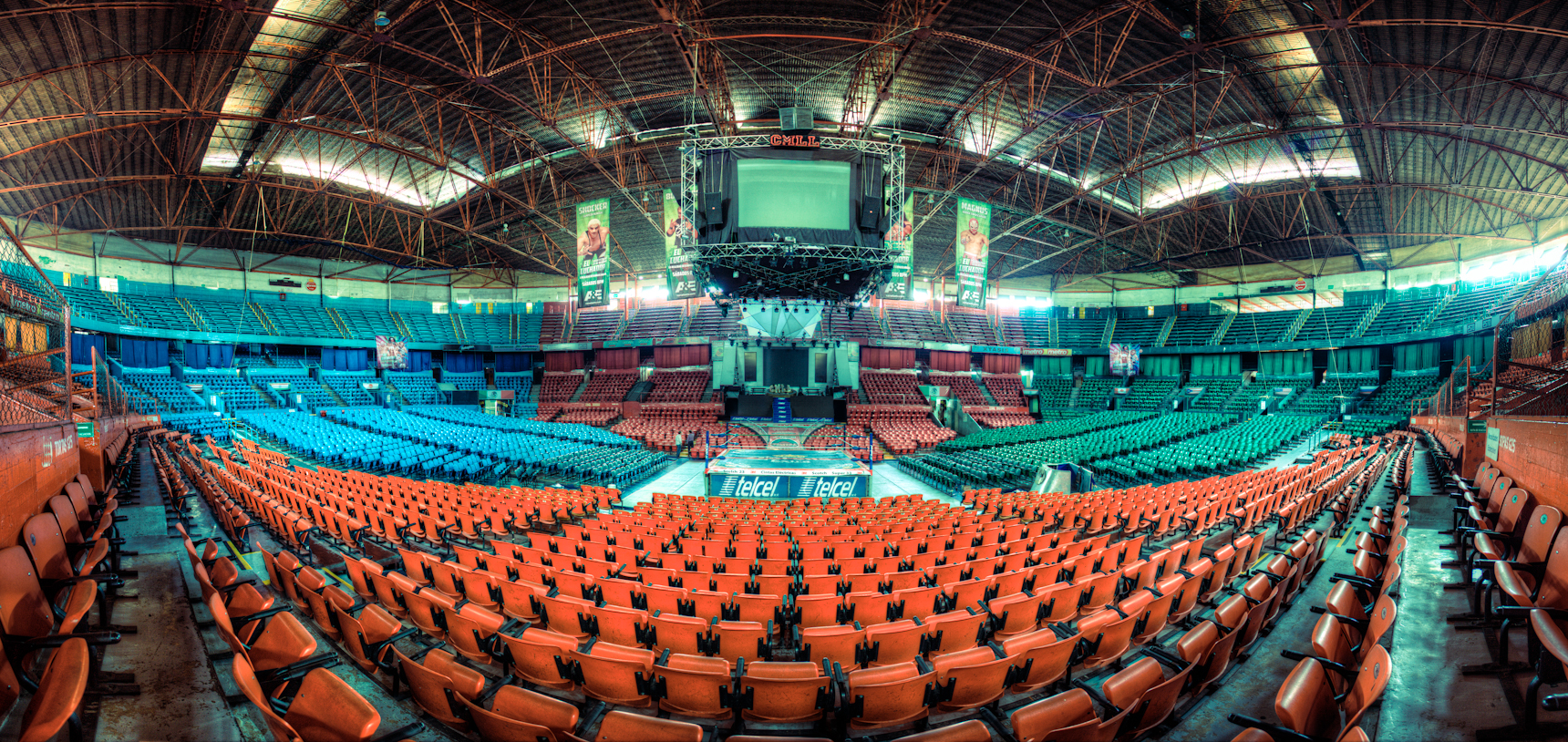
Arena México, interiör.
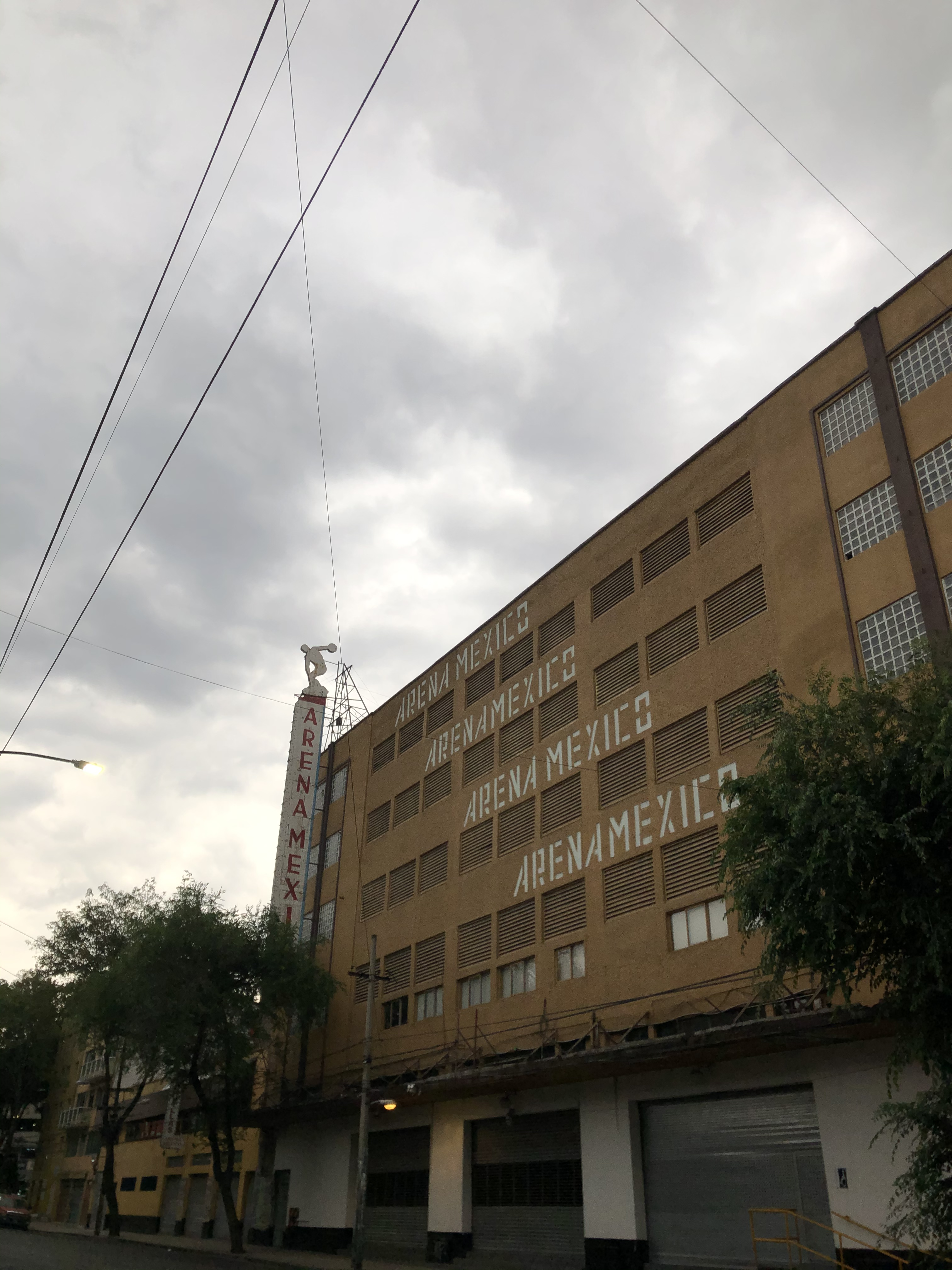
Arena México, fasad.
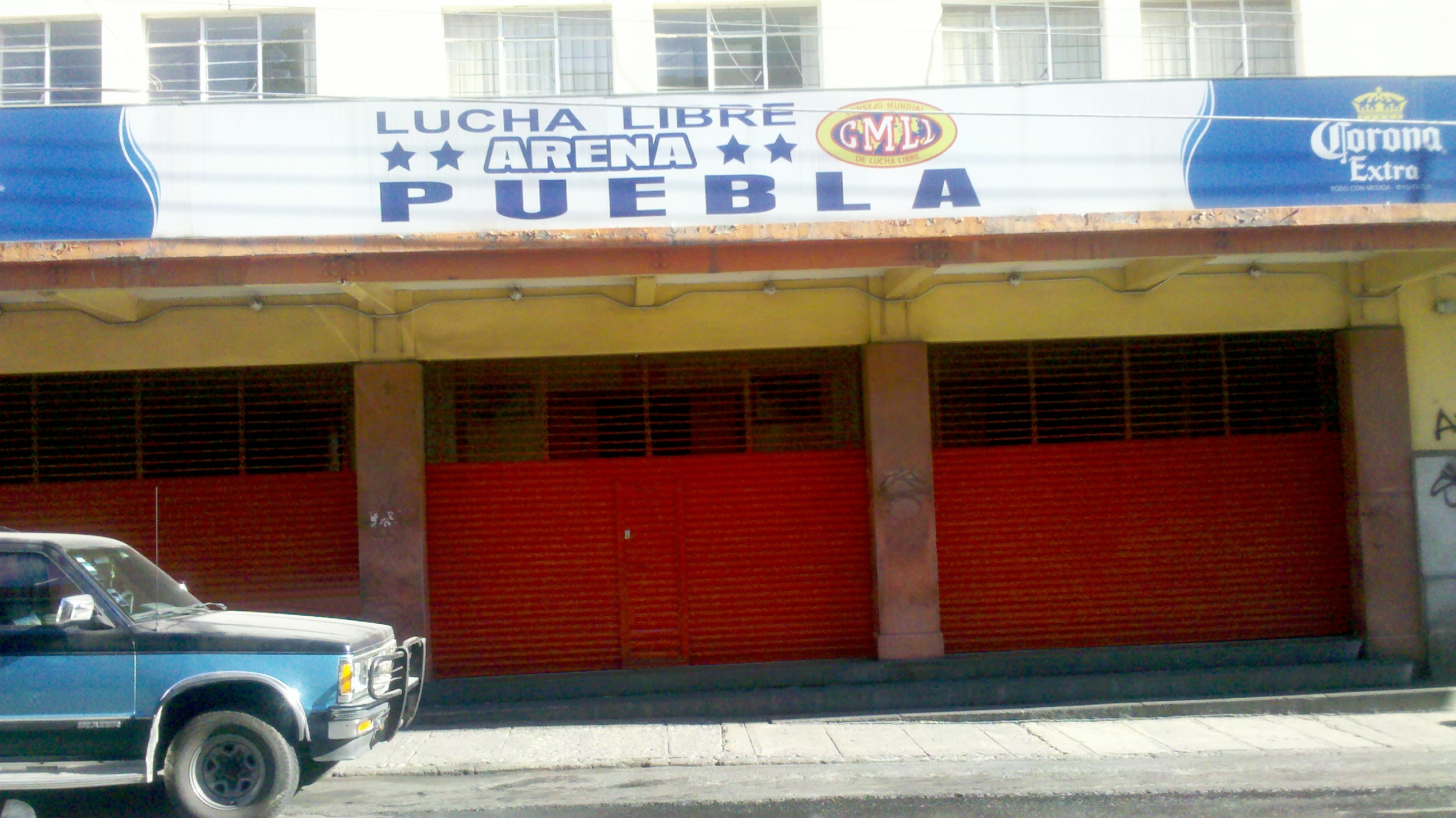
Arena Puebla, fasad.
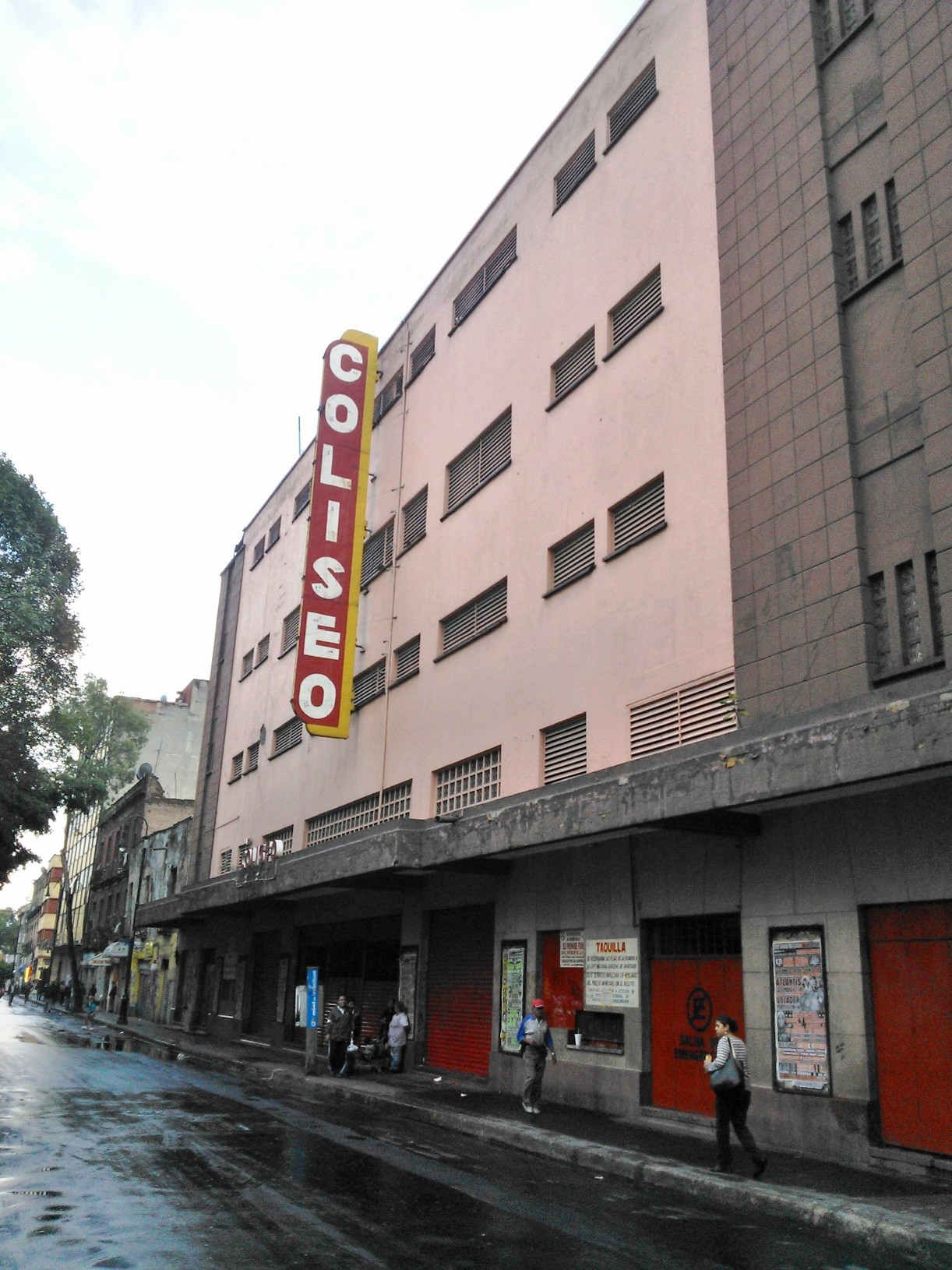
Arena Coliseo, fasad